# Xì Trum 2
Xì Trum 2 (tựa gốc: The Smurfs 2) là một phim live action/hoạt hình máy tính hài hước của Mỹ năm 2013 và là phần tiếp nối của Xì Trum (2011). Phim chủ yếu dựa trên loạt truyện tranh Xì Trum sáng tạo bởi nghệ sĩ truyện tranh người Bỉ Peyo. Phim do Raja Gosnell đạo diễn.